# Lehengericht

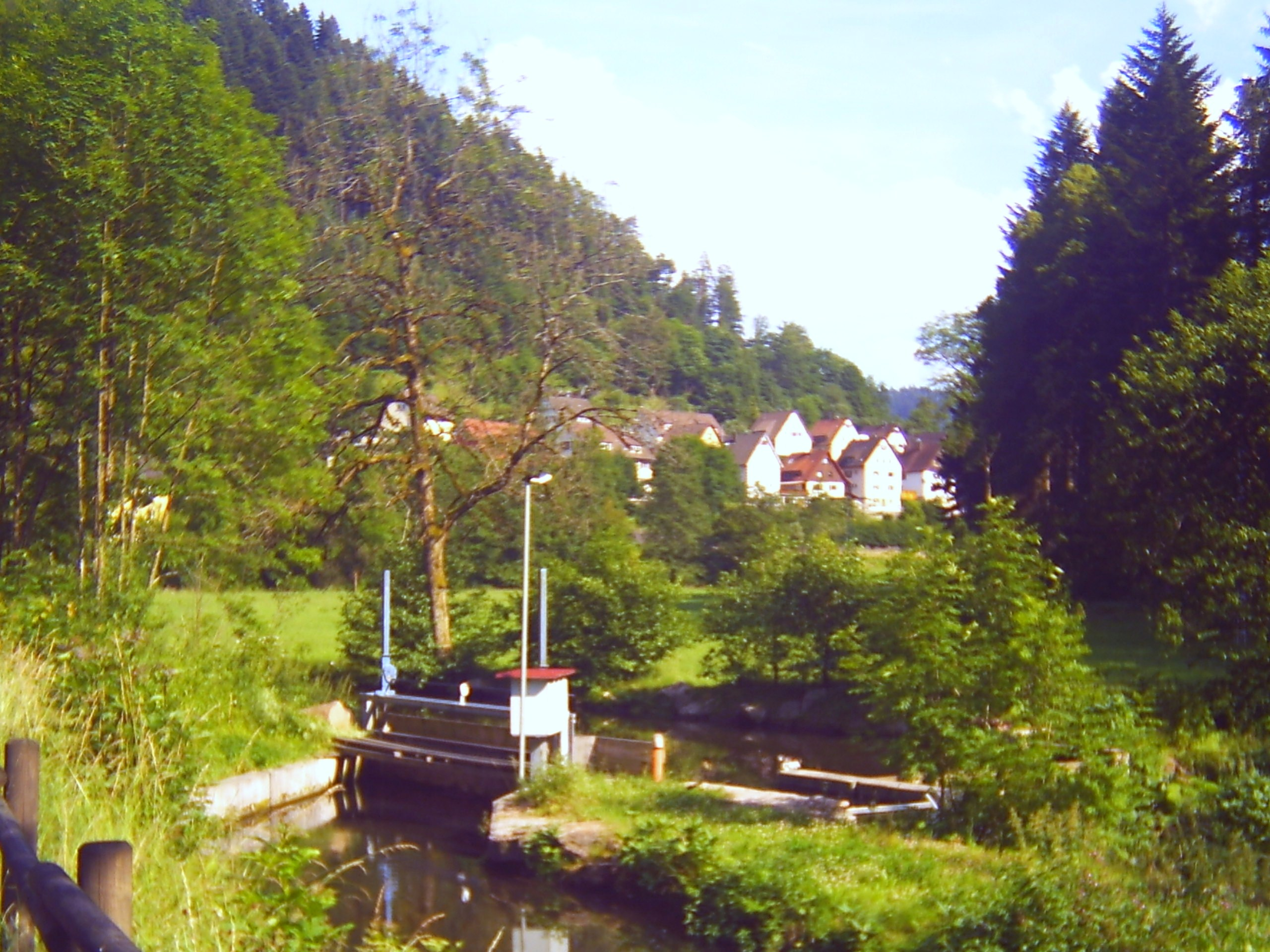
Blick zum Herdweg vor Hinterlehengericht

Lehengericht ist ein Stadtteil von Schiltach im Schwarzwald und war bis 1974 eine eigene Gemeinde. Lehengericht liegt heute im Landkreis Rottweil, zuvor im 1973 aufgelösten Landkreis Wolfach in Baden-Württemberg. Die Gemarkung wird durchflossen von der Kinzig und der Schiltach. Im Ursprung ist Lehengericht eine typische Schwarzwälder Streusiedlung.

## Geographie

### Ortsteile
Lehengericht besteht aus den Ortsteilen Vorderlehengericht, Hinterlehengericht und dem Stab Reichenbächle. Der Stab Reichenbächle trennt die Gebietsteile in Vorder- und Hinterlehengericht, da diese Talschaft genau dazwischen liegt. Sofern man überhaupt von größeren Wohngebieten sprechen kann, da Lehengericht im Ursprung eine Streusiedlung ist, so haben sich doch vor allem in der 2. Hälfte des 20. Jahrhunderts folgende Siedlungsschwerpunkte entwickelt:
- Wohngebiet Bühl in Vorderlehengericht (Neubaugebiet)
- Vor Eulersbach (heutiges Zentrum von Vorderlehengericht)
- Wohngebiet Herdweg in Hinterlehengericht
- Welschdorf in Hinterlehengericht

Das Wohngebiet Am Hohenstein musste in den 1980er Jahren komplett dem Tunnelbau für die Umgehung der Stadt Schiltach weichen und wurde abgerissen.
Von Osten her kommend, trifft man zuerst auf das Wohngebiet Bühl, eine Neubausiedlung rechts der B 294.
Dann folgt Vorderlehengericht (Vor Eulersbach). Hinter Schiltach folgt dann kurz vor Hinterlehengericht das Wohngebiet Herdweg, anschließend Hinterlehengericht.
Der ehemalige Stab Reichenbächle (mit Stammelbach und Hunersbach), der früher zum württembergischen Lauterbach (Schwarzwald) gehörte, ist ein Seitental, gleich hinter Schiltach in Richtung Hinterlehengericht.
Das Zentrum von Hinterlehengericht hat auch den Beinamen Welschdorf.
In der Statistik des Landkreises Wolfach von 1950 werden folgende Wohnplätze, Höfe, Häuser und Zinken benannt:
Hinterlehengericht: Aichberg, Am Steg, Auf dem Grün, Auf dem Hof, Bei Höfen, Breitreute, Deisenbauernhof, Herdweg, Herrenweg, Hinterhof, Hinterholz, Hinterlehen, Hofbauernhof, Hollai, Hütte,
Im hinteren Erdlinsbach, Im Hunsel, Im Kienbach, Kienbächle, Kienbronn, Oberstaigenbach, Pfundsteinhof, Ramsel, Riesen, Rohrbach, Rohrbachgrund, Rotlach, Rubstock, Sommerwies, Unterstaigenbach, Vor dem hinteren Erdlinsbach, Vor Hunsel, Vor Reichenbächle, Welschdorf.
Vorderlehengericht: Am Hohenstein, Bohmen, Bühl, Emlinsberg, Fischbach, Grumpen, Grumpenbächle, Heuwiese, Höllgraben, Im Eulersbach, Im unteren Erdlinsbach, Liefersberg, Lindenhof, Moosenmättle, Schmelze, Schöngrund, Schrofen, Sulzbächle, Vor dem unteren Erdlinsbach, Vor Eulersbach, Weiden.

### Gemarkung
Die Gemarkung Lehengericht ist wesentlich größer als die der Stadt Schiltach. Sie umfasst 2986 ha. Zwischen den Gemeindeteilen Vorder- und Hinterlehengericht liegt die Gemarkung des Stabes
Reichenbächle, der erst seit 1956 zu Lehengericht gehört. Die Exklave Sulzbächle mit dem Fischbach und dem Konradshof wurde 1978 an Wolfach abgetreten.

## Geschichte
Die Besiedlung dieser Gegend und somit auch der Gemarkung Lehengericht erfolgte zwischen dem 10. und 12. Jahrhundert aus östlicher Richtung, da das Gebirge aus dieser Richtung leichter zugänglich war als vom Rhein aus. Es entstanden einzelne Bauernhöfe mit zum Teil großem Landbesitz.
Zum einen entstanden die Bühlhöfe, die hochwassergeschützt in mäßiger Höhe über dem Tal standen. Andererseits entstanden Talhöfe, denen dann zum Teil ein ganzes Seitental gehörte. Sie entstanden an Talanfängen oder an Talgabelungen; alte Beispiele sind der Eulersbacher Hof (Yllersbach, 16. Jh.) oder der Hunselhof (hunsail, 16. Jh.). Mit zunehmender Bevölkerung entstanden dann auch Berghöfe. Auf der Gemarkung gab es ursprünglich etwa 18 alte Siedlungshöfe, durch Hofteilung wurden es mit der Zeit mehr. Diese Hofgüter wurden wohl spätestens mit Gründung der Stadt und Burg Schiltach der Herrschaft Schiltach unterstellt und die Bauern wurden die Meier der Herrschaft. Sie mussten also die Höfe verwalten, bewirtschaften, waren aber auch für Abgaben usw. verantwortlich.
Ab 1525 gewannen die Lehensbauern an Bedeutung, sie hatten eigene Vertreter im Stadtgericht (heute Stadtrat) in Schiltach. Zur Unterscheidung zwischen den Räten der Stadt Schiltach und denen der Bauern, nannte man dann die Bauernräte das Lehengericht. So war es wohl am einfachsten, den Namen des Verwaltungsorgans auf die ganze Siedlung zu beziehen; dann wusste man gleich, wer gemeint war.
1769 gab es bereits 31 Hofgüter und einige Taglöhnerhäuser. Aufgrund von andauernden Streitigkeiten bezüglich der Floßrechte zwischen den Städtern und der Bauern des Lehengerichts, sowie Streitigkeiten wegen der Erhaltungskosten von Straßen etc., in denen sich die Lehengerichter gegenüber den Schiltachern jeweils benachteiligt fühlten, wurde ab 1769 immer wieder für eine Loslösung Lehengerichts von Schiltach plädiert.
Im Jahr 1809 wurde ein Organisationsedikt erlassen, in dem die Lehengerichter Bürgerschaft die Lostrennung von Schiltach verlangt und sie leitete diese bei der Behörde ein. 1810 wurde das Lehengericht von Alt-Württemberg losgetrennt und zusammen mit Schiltach im Grenzvertrag zwischen Württemberg und Baden dem Großherzogtum Baden zugeschlagen. Der Stab Reichenbächle blieb bei Württemberg und gehört somit zu Lauterbach. Dies bleibt so bis zum Jahre 1956.
Das Amt Wolfach ließ 1815 eine Abstimmung durchführen, bei der sich die Mehrheit aller Schiltacher und Lehengerichter Bürger für eine Trennung der beiden Orte aussprach. Am 10. November 1817 wurde die Trennungsurkunde den beiden Gemeinden zur Unterschrift vorgelegt und am 31. Januar 1818 wurde diese beim Großherzgl. Bad. Innenministerium unterzeichnet. Damit war
Lehengericht eine selbständige Gemeinde geworden. Da Schiltach aber von jeher der Mittelpunkt von Lehengericht ist, wurden die Ratssitzungen zunächst im Gasthaus Ochsen in Schiltach abgehalten, später, wie auch heute noch, stand und steht das Lehengerichter Rathaus als einziges in ganz Deutschland auf fremder Gemarkung, und zwar mitten in Schiltach gegenüber der evangelischen Stadtkirche.
Ab 1803/07 entstehen in Hinter- bzw. Vorderlehengericht Filialschulen, um für die Kinder die langen Schulwege abzukürzen. 1834 Bau einer eigenen Schule in Vorderlehengericht, wenig später in Hinterlehengericht. Anfang der 1970er Jahre werden die Zwergschulen wieder geschlossen, die Schüler wieder der Schiltacher Schule zugeführt.
Durch Vertrag mit dem württembergischen Lauterbach 1956 wurde der Stab Reichenbächle mit dem Hunersbach und dem Stammelbach zu Lehengericht eingemeindet. Mit Wirkung zum 1. Januar 1973 wurde der Landkreis Wolfach aufgelöst, die Gemeinde Lehengericht kam zum Landkreis Rottweil. Am 1. April 1974 wurde Lehengericht wieder zu einem Stadtteil von Schiltach.
Am 1. Juli 1978 wurde die Lehengerichter Exklave Sulzbächle in die Stadt Wolfach umgemeindet, dafür kam das Gebiet „Vor Heubach“ zur Stadt Schiltach.
Der mit Bau der Bahnstrecke 1892 eingerichtete Haltepunkt Hinterlehengericht lag an der Bahnstrecke Schiltach–Schramberg. 1959 wurde die Linie eingestellt. 

### Einwohnerentwicklung
Lehengericht hatte im Jahr:
- 1961: 1089 Einwohner
- 1970: 1008 Einwohner
- 1973: 1017 Einwohner (vor der Eingemeindung)
- 2005: 0770 Einwohner
- 2010: 0600 Einwohner (ungefähre Angabe)

Die starken Einwohnerverluste sind zunächst durch den Verlust der Exklave Sulzbächle an die Stadt Wolfach im Jahr 1979 zu erklären, sicher jedoch auch durch die nachlassende Landwirtschaft und der Zunahme von maschineller Arbeit mit der damit verbundenen Abnahme von vielen landwirtschaftlichen Hilfsarbeitern.

## Religionen
Lehengericht ist seit der Reformation ebenso wie Schiltach evangelisch geprägt.
Der Ort besaß jedoch nie eine eigene Kirche.
Lehengericht gehört zum Kirchspiel Schiltach. Man besucht den Gottesdienst in der evangelischen Stadtkirche von Schiltach.
Ihr Bau und Unterhalt wurde so auch stets durch Lehengericht mitfinanziert. Andere Konfessionen sind an Anzahl gering; die katholischen Mitbürger gehen zur Heiligen Messe in die Kirche St. Johannes der Täufer Schiltach.

## Politik

### Bürgermeister von Lehengericht
- 1817–1819: Mathias Bühler;
- 1819–1825: Johann Georg Schwenk;
- 1825–1835: Johann Bühler;
- 1835–1836: Christian Arnold;
- 1836–1847: Karl Dorner, Welschdorf;
- 1847–1866: Johann Kirgis, Höfenhof;
- 1866–1871: Isaak Bühler, Kienbronn;
- 1871–1889: Johann Bühler, Müller, Vor Eulersbach;
- 1889–1904: Mathias Bühler, Konradshof;
- 1904–1914: Mathias Braun, Hinterlehengericht;
- 1914–1924: Jakob Friedrich Bühler, Konradshof;
- 1924–1946: Wilhelm Bühler, Eulersbacher Hof;
- 1946–1966: Karl Bühler, Im Eulersbach;
- 1966–1974: Gustav Kramer, Schiltach (danach Ortsvorsteher)

### Wappen
Die damalige Gemeinde Lehengericht erhielt vom Großherzog von Baden als Wappen einen gekrönten, springenden Löwen in den Farben schwarz und gelb verliehen.

## Kultur und Sehenswürdigkeiten

### Das Lehengerichter Rathaus
Das ehemalige Lehengerichter Rathaus stellt eine Besonderheit dar. Es war bis 1974 das einzige Rathaus einer Gemeinde in Deutschland, das auf fremder Gemarkung stand. Es steht in Schiltach bei der evangelischen Stadtkirche. Es ist ein schöner Fachwerkbau und beheimatet heute u. a. die städtische Schiltacher Finanzverwaltung und die Ortschaftsverwaltung Lehengericht.

### Willenburg

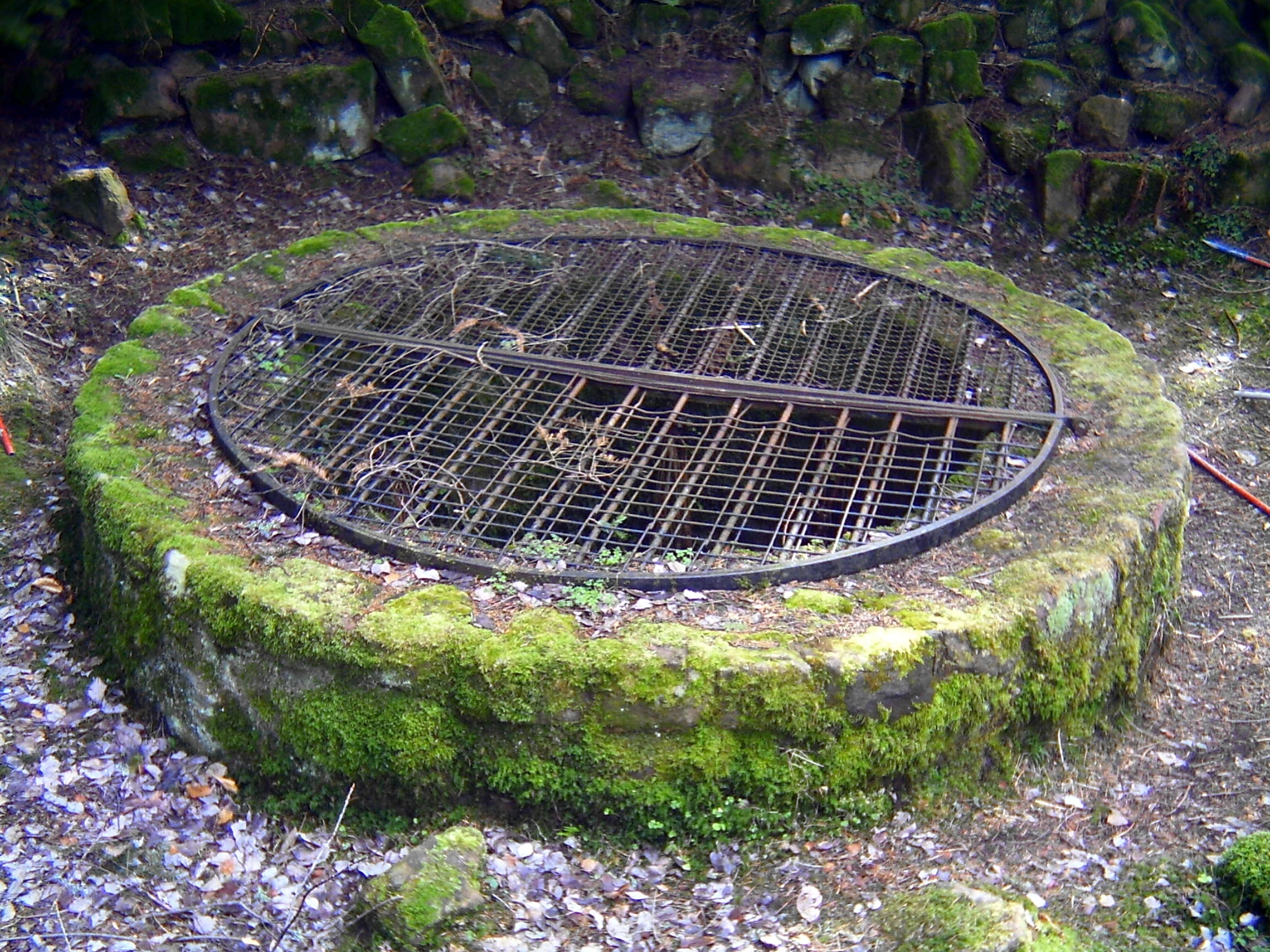
Tiefbrunnen auf der Willenburg (30,3 m)

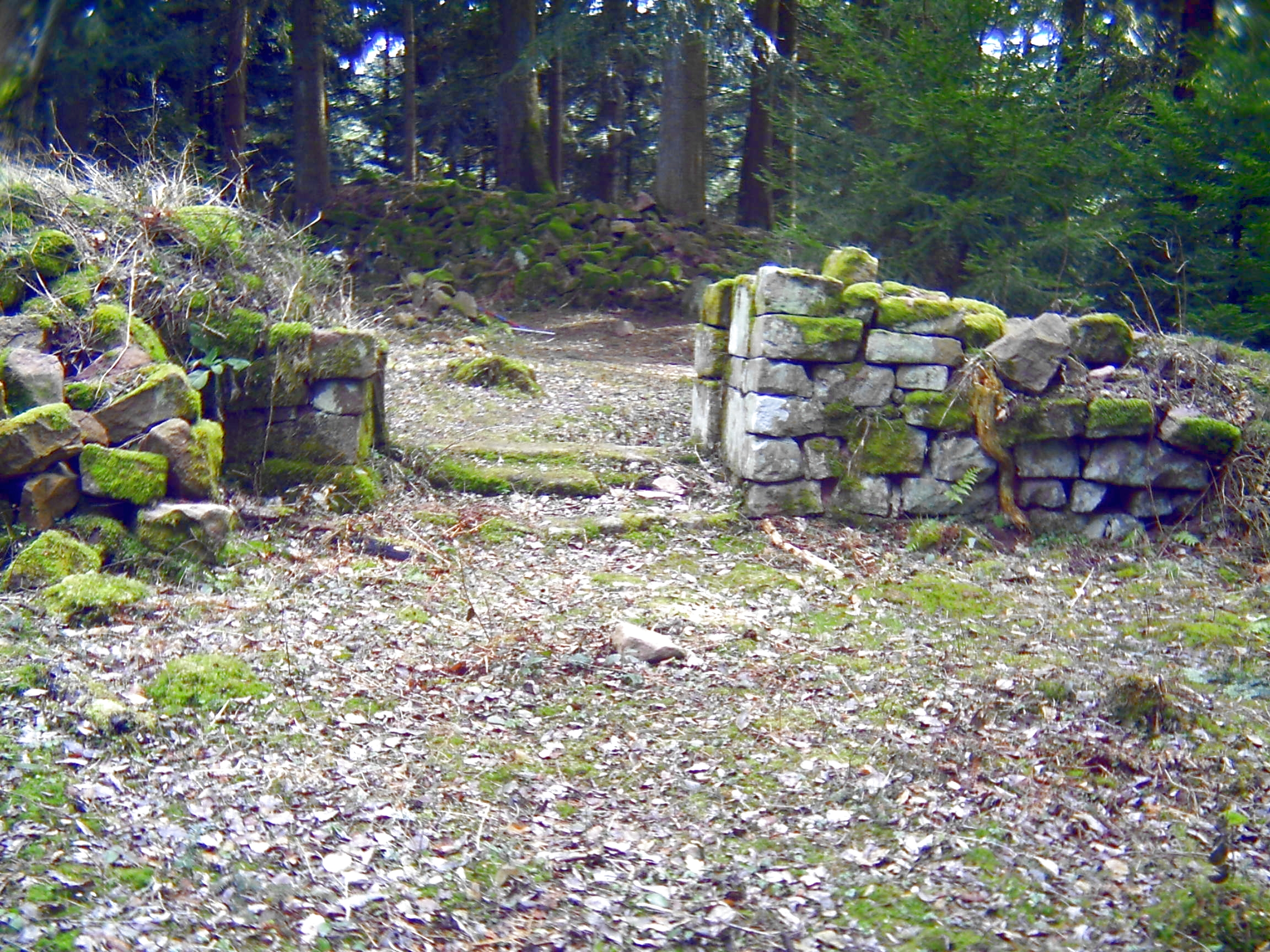
Teil der Mauerreste auf der Willenburg

Die Willenburg liegt oberhalb des „Schwenkenhofs“ am Zusammentreffen der Gemarkungen Schiltach, Lehengericht und Schenkenzell. Sie war einst an diesem strategisch günstigen Punkt entstanden, an dem die Römerstraße von Straßburg nach Rottweil vorbeiführte. Ihre Erbauungszeit ist um das Jahr 1100 anzusetzen. Erbauer waren entweder die ersten Herzöge von Teck, die eine Seitenlinie der Zähringer sind oder gar die Herzöge von Zähringen selbst.
Die Willenburg sollte die Vorbeireisenden versorgen, es wurden hier Zölle erhoben, der alte Verkehrsweg hinüber nach Rottweil wurde hier kontrolliert. So ist also die Willenburg als Vorgänger der Burg/Stadtanlage Schiltach zu sehen, die um 1250 die Funktion der Willenburg übernahm. Eine Stadt mit dazugehöriger Burg konnte dies besser.
Die Willenburg zerfiel ab diesem Zeitpunkt.
So sprach man im Spätmittelalter schon vom Willenburger Burgstall, was auf eine abgegangene Burg hindeutet.

### Klingenburg
Die Klingenburg ist eine Burgruine auf dem Burbachfelsen in Hinterlehengericht.
Das bäuerliche Leben in der manchmal etwas unwirtlichen Schwarzwaldgegend, gepaart mit protestantischer Glaubenseinstellung, hat einen eigenen Baustil an den Bauernhäusern sowie eine eigene Kleidung hervorgebracht, die charakteristisch für Lehengericht ist.

### Das Lehengerichter Bauernhaus
Das Lehengerichter Bauernhaus gehört zur Gruppe der Kinzigtäler Bauernhäuser, wirkt insgesamt aber heller als das bekanntere Gutacher Schwarzwaldhaus.
Das Erdgeschoss besteht aus gemauertem, massiven Granit oder Buntsandstein, je nach Höhenlage. Es nimmt den Stall auf.
Darüber kommt der Wohnstock, der meist in Fachwerkbauweise ausgeführt ist.
Der Dachstock ist mit Brettern verkleidet. Das Dach besitzt im Unterschied zum Gutacher Bauernhaustyp keinen Walm.
Die Rückseite des Hofes ist im Dachgeschoss in der Regel mit einem Tor versehen, damit man mit dem Heuwagen direkt in dieses Geschoss einfahren kann. Zum Hof gehört das so genannte Leibdinghaus (das Altenteil des Hofes), sowie ein Speicherhaus, ein Kellerhaus, eine Mühle und ein Backhaus.
Im Unterschied zu den meisten Kinzigtäler Höfen findet man am Lehengerichter Bauernhaus weder
Bildstock, Kreuz, Heiligenfiguren oder Zeichen der Schutzpatrone an den Stalltüren. In der Wohnstube ist auch kein Herrgottswinkel wie sonst üblich. Dies liegt daran, dass die Lehengerichter Bauern seit 1538 evangelisch sind.

### Die Lehengerichter Tracht
Die Bauerntracht der Ortschaft Lehengericht wird zu den schönsten Trachten des Schwarzwaldes gezählt, insbesondere die Festtagstracht der ledigen Frauen mit ihren filigranen Schäppeln (Brautkronen), die voll besetzt sind mit kleinen Spiegelchen und Glasperlen. Die verheiratete Frau trägt eine schwarze Haube; der Mann trägt eine schlichte, einfarbige Tracht mit großen Messingknöpfen als Schmuck. Insgesamt ist die Tracht in Blau gehalten. Im Schwarzwälder Trachtenmuseum in Haslach sowie im Museum am Markt in Schiltach ist die Tracht zu sehen.

### Hofzeichen
Zur Erkennung gegenüber Fremden, aber auch zur Kennzeichnung von Eigentum hatten und haben alle großen Höfe von Lehengericht interessante Hofzeichen, die über den Türstürzen an den Hofgebäuden angebracht sind. Auch das gefällte Holz sowie Arbeitsgeräte wurden mit dem jeweiligen Hofzeichen versehen.

## Industrialisierung
Den Handel mit Holz und dessen Verflößung nahmen die Bauern zum Teil selbst vor; zum Teil mussten sie das Holz an die Schiltacher Schiffer verkaufen, da diese das Flößen für die Lehengerichter Bauern beschränkten.
Die Flößerei nahm 1895 ein Ende. Der Handel mit Holz durch die Bauern blüht allerdings weiter; das Holz wird heutzutage per Lastwagen verfrachtet, oder auf zwei Sägewerken, die Höfen angeschlossen sind, gleich verarbeitet.
Bereits früh entstand in Hinterlehengericht eine Kunstmühle, die dann später durch die Firma Junghans-Stahl abgelöst wurde. Heute ist dort die Firma BBS Kraftfahrzeugtechnik AG mit ihrem Stammsitz, einem Global-Player für Autozubehör.
Des Weiteren entstand in Vorderlehengericht am Hohenstein eine Tuchfabrik, die inzwischen abgelöst wurde durch metallbearbeitende Betriebe und einen Betrieb für Füllstandsmesstechnik. Eine Schwarzwälder Speckfabrik rundet das Angebot ab.

## Persönlichkeiten

### Ehrenbürger von Lehengericht
Am 20. April 1933 wurde Adolf Hitler die Ehrenbürgerschaft von Lehengericht verliehen. In Sitzungen des Ortschaftsrats Lehengericht sowie des Gemeinderats der Stadt Schiltach distanzierten sich die Gemeindevertreter im Oktober 2013 von der Entscheidung.